# Lista över orgelbyggare
Detta är en lista över kända orgelbyggare genom historien.

## Australien
- William Anderson (1832–1921)[1][2]
- Australian Pipe Organs Pty Ltd[2]
- Robert Cecil Clifton (1854–1931)[2][3]
- William Davidson[2]
- J.E. Dodd & Sons Gunstar Organ Works[2][4]
- Fincham & Hobday[2]
- Geo. Fincham & Son[2][5]
- Alfred Fuller (1845–1923)[2][3][6]
- Peter D.G. Jewkes Pty Ltd[2]
- Johnson & Kinloch[2]
- Samuel Joscelyne[3]
- Carl Krüger (1802–1871)[2]
- Ernst Ladegast (1853–1937)[2]
- Laurie Pipe Organs[2]
- C.W. Leggo[2][3]
- Daniel Heinrich Lemke (c. 1832–1897)[2]
- Samuel Marshall[2]
- Joseph Massey (1854–1943)[3]
- James Moyle[2]
- Pitchford & Garside[2]
- Roger Pogson[2]
- Charles Richardson (1847–1926)[2][3]
- Ronald Sharp (född 1929)[2]
- Knud Smenge[2]
- Frederick Taylor[2][3]

## Belgien
- Mortier – Antwerpen

## Danmark
- Poul-Gerhard Andersen (1904–1980)[7]
- Bruno Christensen & Sønner Orgelbyggeri
- Frobenius Orgelbyggeri
- Marcussen & Søn

## Frankrike
- Alexandre[8]
- Charles S. Barker
- Aristide Cavaillé-Coll
- Dom Bédos de Celles (1709–1779)[9]
- François-Henri Clicquot
- Robert Clicquot
- Claude Parisot

## Italien
- Agati[10]
- Antegnati[11]
- Giovanni Pradella – Sondrio, Italien
- Fratelli Ruffatti – Padua, Italien

## Kanada
- Casavant Frères (Joseph Casavant) – Saint-Hyacinthe i Québec
- Gabriel Kney – London, Ontario
- Orgues Létourneau – Saint-Hyacinthe i Québec
- Karl Wilhelm – Mont-Saint-Hilaire i Québec[12]
- Hellmuth Wolff, Wolff & Associés – Laval, Québec

## Nederländerna
- De Gebroeders Adema[13]
- Hendrik Niehoff
- Flentrop
- J. L. van den Heuvel Orgelbouw

## Nya Zeeland
- South Island Organ Company

## Schweiz
- Metzler Orgelbau – Dietikon
- Hans Tugi (c. 1460–1519)

## Slovenien
- Josef Brandl

## Spanien
- Lope Alberdi Ricalde (1869–1948)[14]

## Storbritannien
- John Abbey (1783–1859)[15]
- James Jepson Binns – Leeds, Yorkshire
- Richard Bridge (?–before 1766)
- Brindley & Foster – Sheffield, Yorkshire
- Peter Collins – Melton Mowbray, Leicestershire
- John Compton (1865–1957)
- William Drake – Buckfastleigh, Devon
- Thomas Elliott
- Gray & Davison – London
- John Harris (son till Renatus Harris) (död 1743)
- Renatus Harris (son till Thomas Harris och far till John Harris) (c. 1652–1724)
- Thomas Harris (far till Renatus Harris) (död ca 1684)
- Harrison & Harrison Ltd – Durham, County Durham
- Robert Hope-Jones (1851–1914)
- Lewis & Co - Brixton, London Borough of Lambeth
- Charles Lloyd (orgelbyggare) – Nottingham, Nottinghamshire
- C.F. Lloyd (orgelbyggare) (son of Charles Lloyd) – Nottingham, Nottinghamshire
- John Loosemore (1616–1681)
- Mander Organs Ltd – London
- Nicholson & Co (Worcester) Ltd – Malvern, Worcestershire
- Rushworth and Dreaper – Liverpool, Merseyside
- Bernard Schmidt ("Father Smith") (c. 1630–1708)
- John Snetzler (1710–1785)
- J. W. Walker & Sons Ltd – Brandon, Suffolk
- Henry Willis & Sons Ltd (uppfann den solfjäderformade radiella och den konkava pedallkaviaturen och den pneumatiska mekaniken) – Liverpool, Merseyside
- E. Wragg & Son – Nottingham, Nottinghamshire

## Tjeckien
- Rieger-Kloss

## Tyskland
- Jürgen Ahrend[16] – Leer i Niedersachsen
- Michael Becker Orgelbau[17] – Sattenfelde,[18] Schleswig-Holstein
- Rudolf von Beckerath (1907–1976)[19]
- Peter Breisiger (1516–1542)
- Zacharias Hildebrandt (1688–1757)
- Stephan Kaschendorf (c. 1425–c. 1499)
- Orgelbau Klais (Johannes Klais Orgelbau GmbH & Co. KG) – Bonn i Nordrhein-Westfalen
- Orgelbau Vleugels (Orgelbau Vleugels GmbH) - Hardheim i Baden-Württemberg
- Friedrich Krebs (död 1493)
- Johann Josua Mosengel (1663–1731)
- Arp Schnitger (1648–1719)
- Gottfried Silbermann (1683–1753)
- Tobias Heinrich Gottfried Trost (c. 1679–1759)
- Heinrich Traxdorf (mitten av 1400-talet)
- Walcker Orgelbau (E.F. Walcker Orgelbau) – Ludwigsburg, Baden-Württemberg
- M. Welte & Sons - Freiburg im Breisgau, Baden-Württemberg
- Friedrich Ladegast (1818–1905) - Weissenfels

## Ungern
- Aquincum Organbuilder Company[20]

## USA
- Abbott and Sieker[21]
- Æolian Company[22] (Se även Æolian-Skinner Organ Company nedan.)
- Æolian-Skinner Organ Company[23]
- Joseph Alley (1804–1880)[24]
- Andover Organ Company[25]
- Alvinza Andrews (1800–1862)[26]
- Thomas Appleton (1785–1872)[27]
- George Ashdown Audsley (1838–1925)
- Austin Organs, Inc., Hartford, Connecticut
- Barton Organ Company, Oshkosh, Wisconsin
- Bedient Pipe Organ Company[28]
- John Brombaugh & Associates, Eugene, Oregon
- Dobson Pipe Organ Builders, Lake City, Iowa
- Felgemaker Organ Company
- C.B. Fisk, Inc., Gloucester, Massachusetts
- Paul Fritts & Company Organ Builders, Tacoma, Washington
- Ebenezer Goodrich, bror till William M. Goodrich
- William M. Goodrich (1777–1833)[29]
- G. Donald Harrison (1889–1956)
- Hendrickson Organ Company, St. Peter, Minnesota
- Hillgreen-Lane
- Holtkamp Organ Company, Cleveland, Ohio
- E. and G.G. Hook & Hastings, Boston, Massachusetts
- Johnson Organs – Wm. A. Johnson, senare Johnson & Son
- Charles McManis (1913–2004)
- M.P. Moller Pipe Organ Company, Hagerstown, Maryland
- Noack Organ Company, Georgetown, Massachusetts
- J. H. & C. S. Odell, New York
- Pasi Organ Builders, Roy, Washington
- Peragallo Pipe Organ Company, Paterson, New Jersey
- Quimby Pipe Organs
- Reuter Organ Company, Lawrence, Kansas
- Richards, Fowkes & Co., Ooltewah, Tennessee
- Schantz Organ Company, Orrville, Ohio
- Schuelke Organ Company, Milwaukee, Wisconsin
- Ernest M. Skinner and Company
- Ernest M. Skinner and Son
- Tellers Organ Company
- Wangerin Organ Company
- M. Welte & Sons, Inc.
- Wicks Organ Company
- Wissinger Organs
- Rudolph Wurlitzer Company
- W. W. Kimball Piano and Organ Company

## Österrike
- Rieger Orgelbau